# Rakuhō-ji

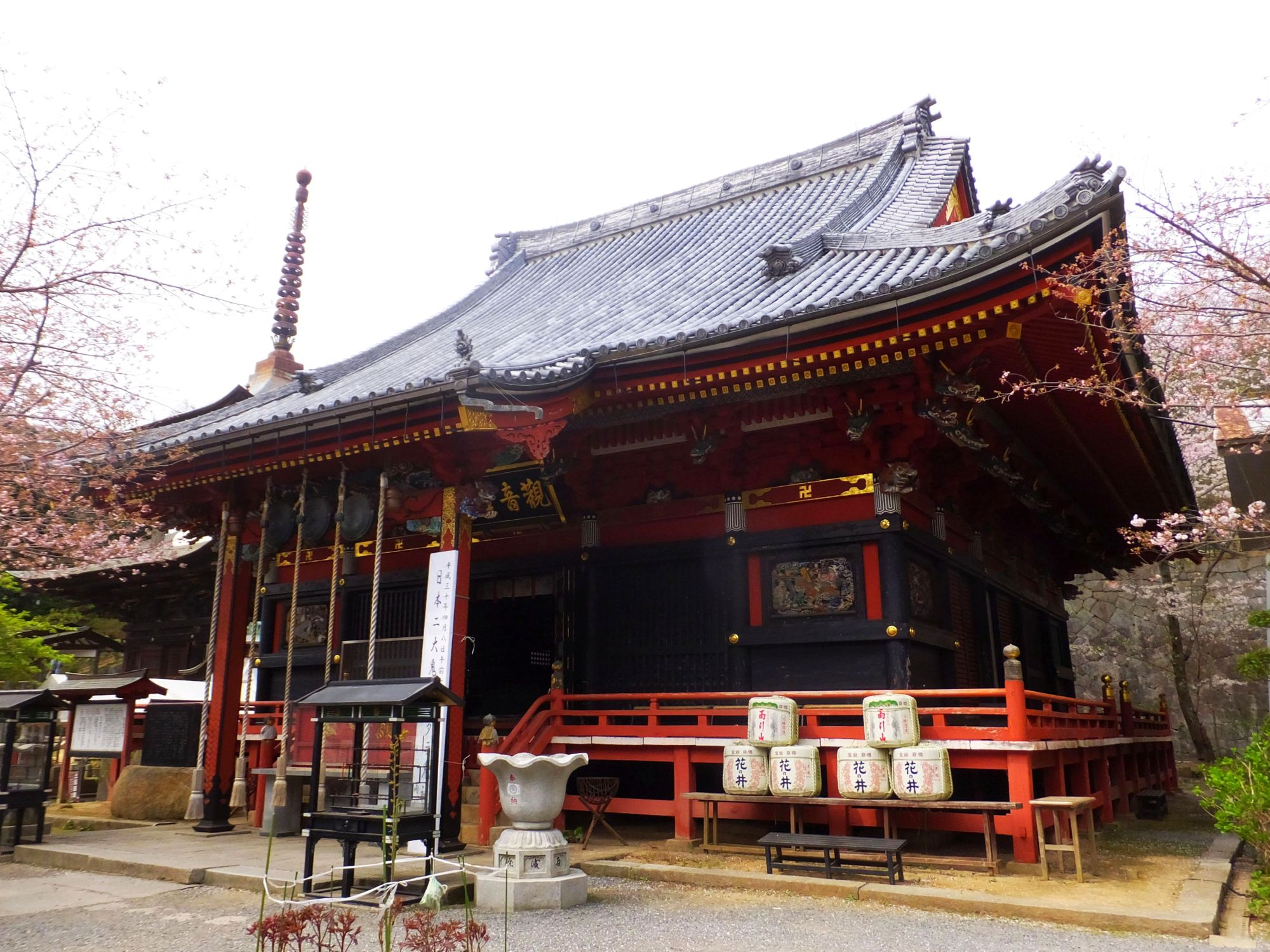
Haupthalle

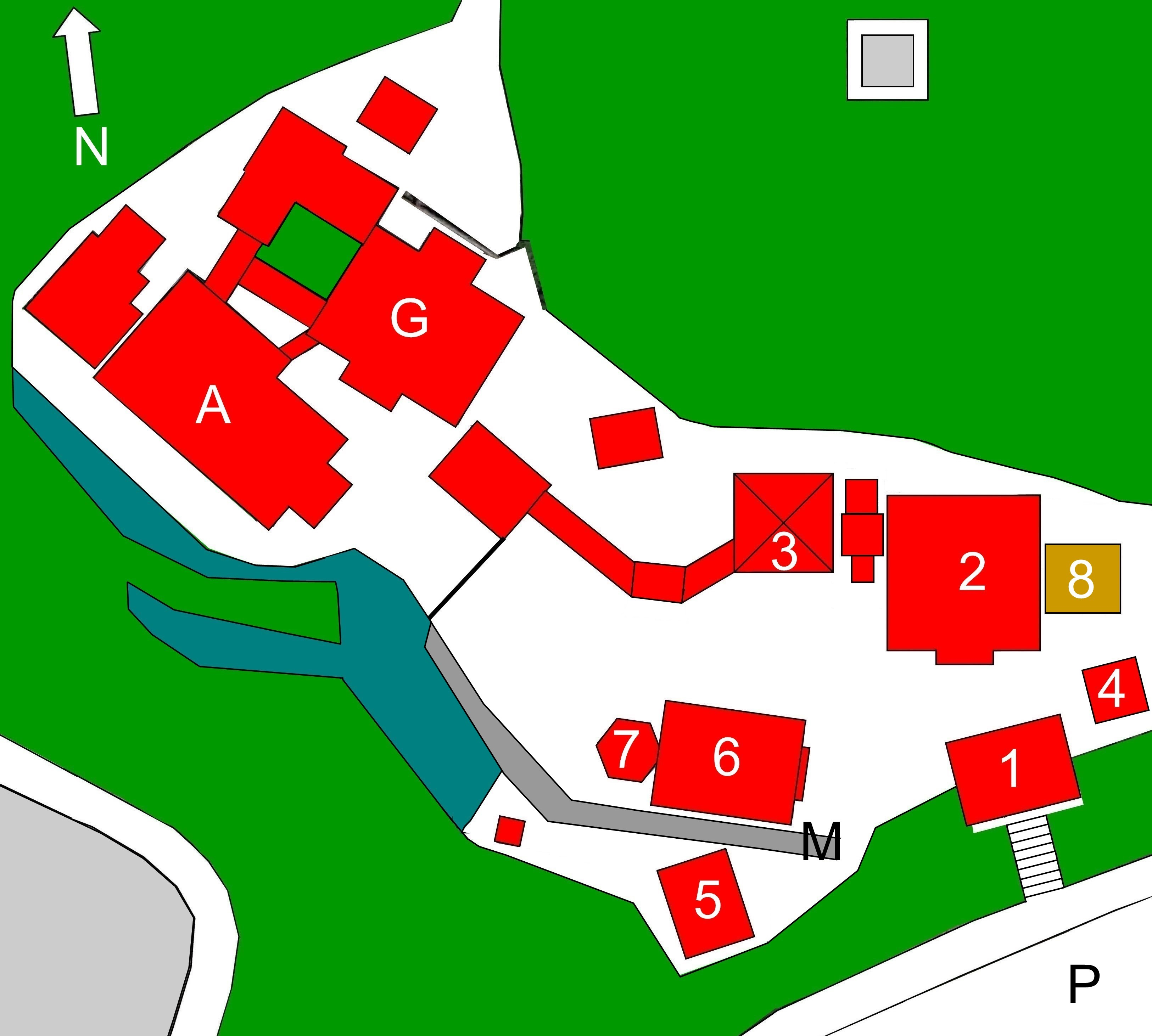
Plan des Tempels (s. Text)

Der Rakuhō-ji (japanisch 楽法寺), auch Amabiki Kannon (雨引観音) genannt, mit dem Bergnamen Amabikisan (雨引山) ist ein Tempel des Buzan-Zweigs (豊山派 Buzan-ha) der Shingon-Richtung des Buddhismus in Sakuragawa (Präfektur Ibaraki), Japan. In der traditionellen Zählung ist er der 24. der 33 Tempel der Kantō-Region.

## Geschichte
Der Tempel hat sich der Überlieferung nach aus dem Wohnsitz des aus China zurückgekehrten buddhistischen Gelehrten Dokushu (独守) um das Jahr 587 entwickelt und gehört daher zu den sehr alten Tempeln. Das Tempelgelände ist mit 30.000 m² ziemlich groß.

## Die Anlage
Man steigt hinauf zum Tempelgelände und passiert dabei das mächtige Tempeltor (山門 Sammon; 1 im Plan), das hier in Form eines Turmtores als Niō-Tor (仁王門 Niō-mon), also als Tor mit den beiden Tempelwächtern (Niō) rechts und links vom Durchgang ausgeführt ist. Das Tor soll auf Wunsch des 6. Shōgun der Kamakura-Zeit, Prinz Munetaka, errichtet worden sein. Man steigt eine Treppe hoch zur Ebene der Tempelanlage und hat dann die Haupthalle (本堂 Hondō; 2) vor sich, die ein Fußwalmdach besitzt. Sie stammt aus der Meireki-Ära (1655–1658). Links neben der Haupthalle steht ein kleines, schmales Gebäude und daneben die große Schatzpagode (多宝塔 Tahōtō; 3). Dies wurde in der Kaei-Ära (1848–1854) errichtet.
Zu den weiteren Gebäuden gehören die Ema-dō (絵馬堂; 4), der Glockenturm (鐘楼 Shōrō; 5), die zweistöckige Opferküche (御供所 Gokusho; 6) aus der Ansei-Ära (1855–1860) und die hexagonale Rokkaku-dō (六角堂; 7). Neben der Haupthalle steht ein roter Pavillon: es ist der dem Tōshō Sannō geweihte Schrein (東昭山王社殿 - shaden; 8) gewidmet ist. Unter der Opferküche zieht sich ein 70 m langer und 13 m hohe, aus Steinblöcken errichtete Mauer (M) entlang.
Weiter hinten befindet sich das Abt- und Mönchsquartier (A) und das Gästehaus für Besucher (G).

## Tempelschätze
Die hölzerne, stehende Kannon (木造観世音菩薩立像), die traditionell Emmei-Kannon (延命観音), das heißt „Lebensverlängernde Kannon“ genannt wird, stammt aus der frühen Heian-Zeit und ist achtarmig (八臂 hatsubi) ausgeführt. Die aus einem Stück Holz gefertigte Kannon ist als Wichtiges Kulturgut Japans registriert. Sie ist hier als Heilige des esoterischen Buddhismus (密教 mikkyō) i. A. nicht öffentlich zugänglich, wird aber jährlich am 1. Sonntag im April gezeigt. Vor ihr sieht man eine Kannon als „Vorsteher Kannon“ (前立観音 Maetate Kannon).
Als Kulturgut der Präfektur sind weiteren Tempelschätze registriert. Dazu gehören als Gebäude die Haupthalle, die Schatzpagode, das Niō-Tor, der Schrein zu Ehren Tōshō Sannō. Ebenfalls registriert sind Bilder des Aizen Myōō (愛染明王), der Benzaiten (弁財天), eine elfköpfige Kannon (十一面観音菩薩), eine Skulptur des Fudō Myōō (不動明王), 490 Sutren-Rollen und buddhistisches Gerät aus der Heian-Zeit.

## Bilder

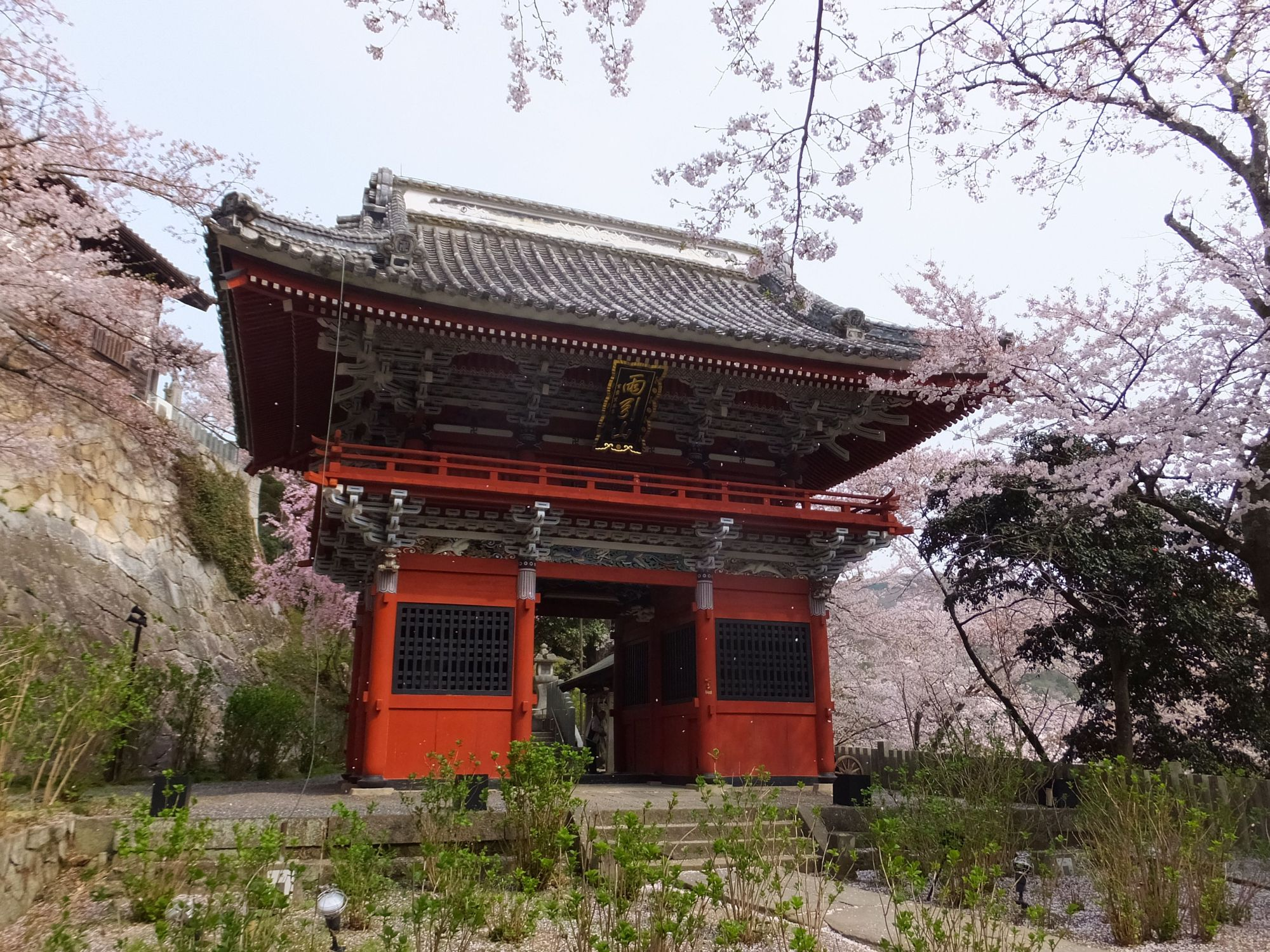
Tempeltor
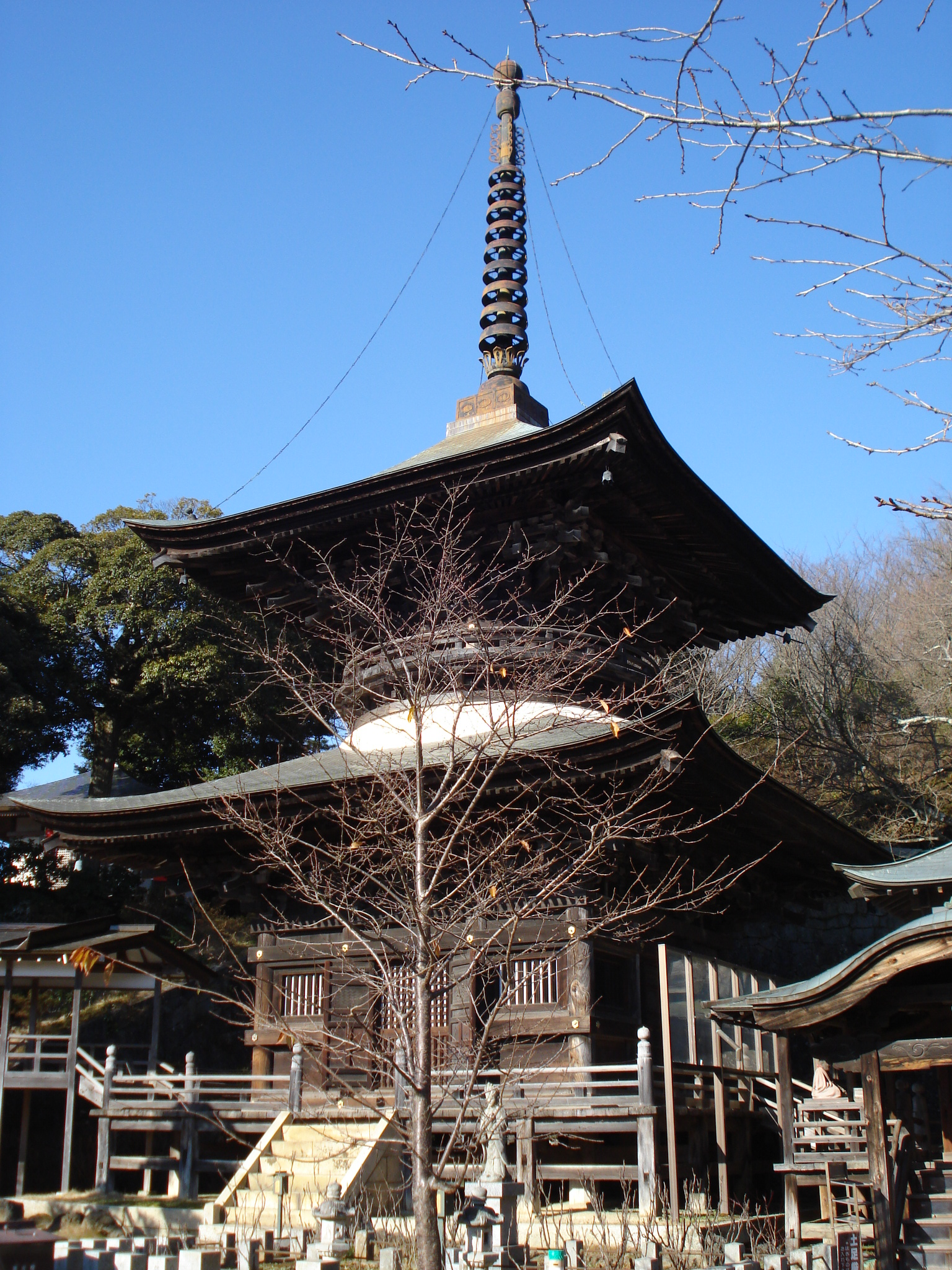
Schatzpagode